# Alexandru Poenaru
Alexandru Poenaru, romunski general, * 28. marec 1890, † 28. junij 1974.